# Fuel
Fuel is een Amerikaanse rockband die in 1989 opgericht werd door gitarist/songwriter Carl Bell en bassist Jeff Abercrombie. De band, oorspronkelijk opgericht als Small The Joy, veranderde in 1994 haar naam in 'Fuel'. Ze zijn bekend geworden met hun hits "Shimmer" en "Hemorrhage (In My Hands)", respectievelijk van de albums Sunburn en Something Like Human.

## Geschiedenis

### Vroege jaren
Fuel was oorspronkelijk opgericht in 1989 in Kenton, Tennessee, maar verplaatste zich in 1994 naar Harrisburg (Pennsylvania) waar ze in lokale bars en nachtclubs optraden. Hun eerste ep Porcelain werd uitgebracht in 1996 en verkocht redelijk, en bracht de kleine radiohit "Shimmer" voort. Door de populariteit van de ep werden ze onder de aandacht gebracht van Sony, waarbij ze het jaar daarop hun tweede ep Hazleton uitbrachten. In 1999 verhuisden ze naar Atlanta, Georgia.
Het eerste studioalbum van de band, Sunburn, kwam uit in 1998. Opnieuw stond hier het nummer "Shimmer" op, en het werd bijna een top 40-hit; de andere singles ("Bittersweet", "Jesus or a Gun" en "Sunburn" kregen wat airplay, maar waren niet erg succesvol. "Shimmer" en "Sunburn" kwamen ook voor op het charitatieve verzamelalbum Live in the X Lounge. "Sunburn" was een nummer op de soundtrack van de film Scream 3.

### Doorbraak
In 2000, nadat ze tweeënhalf jaar bijna niets hadden gedaan, kwam Fuel terug met hun tweede album, Something Like Human, dat dubbel platina behaalde, en scoorde de band een top 40-hit met "Hemorrhage (In My Hands)" (#30).
Het derde album, Natural Selection, kwam uit in 2003, waar de hit "Falls on Me" uit voorkwam. Dit album verkocht echter niet zo goed als zijn voorganger. Hun verzamelalbum The Best of Fuel werd uitgebracht op 13 december 2005.

### Angels & Devils
Op 15 mei 2007 kondigde Bell aan dat het nieuwe album Angels & Devils uitgebracht zou worden op 7 augustus 2007. Op 19 juni 2007 werd Fuels eerste single van het nieuwe album, "Wasted Time", vrijgegeven voor de radio en voor muziekdownload en bereikte het de 24e plaats op de Hot Mainstream Rock Tracks-hitlijst. De tweede single, "Gone", zal uitgebracht worden op 23 oktober.
Op 10 augustus 2007 trad Fuel op in het bekende Amerikaanse praatprogramma The Tonight Show.
Angels & Devils bereikte de eerste plaats in de categorie 'Rock' op iTunes, en de 42e plaats in de Billboard 200.

## Bandleden
- Brett Scallions - leadzang, gitaar (1993-2006), (2010-heden)
- Jasin Todd - gitaar (2010-heden)
- Brad Stewart - basgitaar (2010-heden)
- Ken Schalk - drums (2010-heden)

### Voormalig leden
- Yogi Lonich - gitaar (2010)
- Toryn Green - leadzang (2006-2010)
- Carl Bell - gitaar, keyboard, achtergrondzang (1993-2010)
- Jeff Abercrombie - basgitaar (1993-2010)
- Tommy Stewart - drums, slaginstrumenten (2006-2010)
- Kevin Miller - drums, slaginstrumenten (1997-2004)
- Jonathan Mover - drums (1994-1998)
- Jody Abbot - drums (1989-1994)
- Erik Avakian - keyboard (1994-1995)
- Larry Swartz - keyboard (1991-1994)

### Sessiemuzikanten
- Tommy Stewart - drums (2005)
- Ronny Paige - basgitaar (2007-2008)

## Discografie

### Albums enep's
| Datum van uitkomst | Titel                | Label             | U.S. Hot 200 | Certificatie |
| ------------------ | -------------------- | ----------------- | ------------ | ------------ |
| 1994               | Small the Joy EP     | Zelf uitgebracht  | -            |              |
| 17 maart 1994      | Fuel EP              | Zelf uitgebracht  | -            |              |
| 1 mei 1996         | Porcelain EP         | Zelf uitgebracht  | -            |              |
| 17 maart 1998      | Hazleton             | Epic Records      | -            |              |
| 31 maart 1998      | Sunburn              | Epic Records      | 77           | Platina      |
| 19 september 2000  | Something Like Human | Epic Records      | 17           | 2x platina   |
| 23 september 2003  | Natural Selection    | Epic Records      | 15           | Goud         |
| 13 december 2005   | The Best of Fuel     | Epic Records      | -            |              |
| 7 augustus 2007    | Angels & Devils      | Epic Records      | 42           |              |
| 4 maart 2014       | Puppet Strings       | Megaforce Records | 77           |              |
| 22 oktober 2021    | Anomaly              |                   |              |              |

### Singles
| Jaar van uitkomst | Titel                      | U.S. Hot 100 | U.S. Modern Rock | U.S. Mainstream Rock | Album                |
| ----------------- | -------------------------- | ------------ | ---------------- | -------------------- | -------------------- |
| 1998              | "Shimmer"                  | 42           | 2                | 11                   | Sunburn              |
| 1998              | "Bittersweet"              | -            | 17               | 15                   | Sunburn              |
| 1999              | "Sunburn"                  | -            | 31               | -                    | Sunburn              |
| 1999              | "Jesus or a Gun"           | -            | 26               | 24                   | Sunburn              |
| 2000              | "Hemorrhage (In My Hands)" | 30           | 1                | 2                    | Something Like Human |
| 2001              | "Last Time"                | -            | 25               | 21                   | Something Like Human |
| 2001              | "Innocent"                 | -            | 4                | 10                   | Something Like Human |
| 2001              | "Bad Day"                  | 64           | 12               | 14                   | Something Like Human |
| 2003              | "Won't Back Down"          | -            | 37               | 22                   | Natural Selection    |
| 2003              | "Falls on Me"              | 52           | 11               | 9                    | Natural Selection    |
| 2004              | "Million Miles"            | -            | 33               | 16                   | Natural Selection    |
| 2007              | "Wasted Time"              | -            | -                | 24                   | Angels & Devils      |
| 2007              | "Gone"                     | -            | -                | -                    | Angels & Devils      |
| 2013              | ''Yeah!''                  | -            | -                | -                    | Puppet Strings       |
| 2014              | "Soul to Preach To"        | -            | -                | 30                   | Puppet Strings       |
| 2014              | "Cold Summer"              | -            | -                | 39                   | Puppet Strings       |
| 2014              | "What We Can Never Have"   | -            | -                | -                    | Puppet Strings       |
| 2021              | "Hard"                     | -            | -                | 23                   | Anomaly              |
| 2021              | "Don't Say I"              | -            | -                | -                    | Anomaly              |
| 2021              | "I'm Gone"                 | -            | -                | -                    | Anomaly              |
| 2021              | "Keep It Away"             | -            | -                | -                    | Anomaly              |
| 2022              | "Two Hearts Beat as One"   | -            | -                | -                    |                      |

De singles van de eerste drie albums komen allemaal voor op het verzamelalbum The Best of Fuel, behalve "Million Miles" (in plaats daarvan bevat het het nummer "Quarter" van hetzelfde album).